# Sonorella todseni
Sonorella todseni é uma espécie de gastrópode  da família Helminthoglyptidae.
É endémica dos Estados Unidos da América.